# Pseudophryne semimarmorata
A Pseudophryne semimarmorata a kétéltűek (Amphibia) osztályának békák (Anura) rendjébe, a Myobatrachidae családba, azon belül a Pseudophryne nembe tartozó faj.

## Előfordulása
Ausztrália endemikus faja. Victoria állam déli részén, Tasmania keleti részén, és Bass-szoros szigetein honos. Elterjedési területének mérete nagyjából 99 400 km².

## Megjelenése
Apró termetű békafaj, testhossza elérheti a 3,5 cm-t. Háta sötétbarna, sötétszürke vagy sötét olajzöld színű, hátán sok, jól kivehető fekete folt található, és bőre gyakran dudoros. Testének alsó fele, különösen a torka és a végtagjai élénk narancssárga színűek, a hasán fekete-fehér márványos mintázattal. Pupillája vízszintes elhelyezkedésű, írisze aranyszínű. Ujjai között nincs úszóhártya, ujjai végén nincsenek korongok.

## Életmódja
A petéket egy kis csomóban rakja le a szárazföldön, nedves lombhulladék, fatörzsek és sziklák alá, valamint a talajban lévő sáros lyukakba. Akárcsak a többi Pseudophryne faj esetében, a fészket a hím őrzi. Az ebihalak elérhetik a 3,5 cm hosszúságot, sötétszürke színűek, néha rézszínű foltokkal. Miután a fészket elárasztja az eső a vizekbe kerülnek, és hat-nyolc hónapig tart, amíg békává fejlődnek.

## Természetvédelmi helyzete
A vörös lista a nem fenyegetett fajok között tartja nyilván. Több természetvédelmi területen is megtalálható. Az emberi települések infrastruktúrájának fejlesztése és az agrár-ipari gazdálkodás veszélyezteti a faj élőhelyét.